# 上田雅利
上田 雅利（うえだ まさとし、1950年10月2日 - ）は、チューリップのドラマー。福岡県福岡市出身。

## 来歴・人物
アマチュア時代は海援隊他色々なバンドをかけもちして活動していたが、チューリップに誘われて、1972年にプロデビューする。ボーカルを担当した曲は「走れ!ムーン号」など。1980年にチューリップを脱退し、TONY、Hold、オールウェイズ、Piccadilly Circus、GAR-YIZなど様々なバンドを経験して、1997年、チューリップ再結成時にメンバーへ復帰する。2000年、ソロデビューを果たす。現在も様々なバンドをまたいで活動している。

## 作品（ソロのみ）
- Gratitude（2000年7月21日）
- Hello, My Dear（2005年3月9日）
- 翼の影（2016年9月21日）

## エピソード
- 愛称は「ガーリー」。これは“雅利”を音読みしたもの。
- 常時サングラスを着用しているが、弱視である。コンサートの際、客席からでも読めるぐらい大きな文字で書いた曲目リストを使っているのが見受けられることがある。
- 洋楽音楽誌「ミュージックライフ」で1974年から1980年にかけて行われていた読者人気投票では、1977年度と1978年度に2年連続で国内ドラマー部門で1位に選ばれている。個人部門で1位になったのは、チューリップのメンバーの中では上田のみである。
- 名前の漢字を“昌利”としていた時がある（財津和夫の著書「謎の財津和夫」ではこの表記になっている）。
- ドラムの他、作詞、コーラスも得意とする。チューリップ時代は作詞とコーラスがメインだったが、脱退直前の『思い出のフリスビー』（『Someday Somewhere』収録、作曲は安部俊幸）では作詞と共にボーカルを担当し、ライブでも披露した。
- チューリップの頃、電車に乗り遅れてコンサートに遅刻したことがある。魚津（富山県）でコンサートが行われる当日、電車に乗り遅れ、落胆して歩いていると（当時の交通事情では、その電車に乗り遅れると開演には到底間に合わない状況であった）、前から同じく電車に乗り遅れた財津和夫が歩いてくるのに出くわしたという。
- チューリップ脱退後の1988年、チューリップのアルバム『そんなとき女を好きになる』にサポートメンバーとして参加した。
- 出身地の博多で毎年夏に行われる博多祇園山笠に毎年参加しており、特に7月15日の「追い山」がテレビ中継された際はその走る姿が毎年目撃される。ちなみに上田の実家が属する流（町の集合体）は福神流であるが、山笠は恵比須流から参加している。また、山笠をモチーフにしたCD『オイサ－幻の福神流－／中州の川』をリリースしており、現在『オイサ』はソロ・アルバム『Gratitude』にボーナス･トラックとして収録されている。さらに2007年7月に再び山笠をモチーフにした『百年山笠／そうたい！！』をリリースしている。
- 1998年、博多区内の4つの小学校が統合され博多小学校として開校した際、同校の校歌「奇跡の扉」を作詞・作曲した。同曲のCDも自主制作している。
- 実家はかまぼこ屋であり、海援隊が倉庫を練習場所として使っていた事がある。
- 姪はRKBラジオパーソナリティの上田知佳。